# Mi mayor
La tonalidad de mi mayor es la que consiste en la escala mayor de la nota musical mi, y contiene las notas mi, fa sostenido, sol sostenido, la, si, do sostenido, re sostenido y mi.
Su armadura contiene 4 sostenidos.
Su tonalidad relativa es do sostenido menor, y su tonalidad homónima es mi menor.

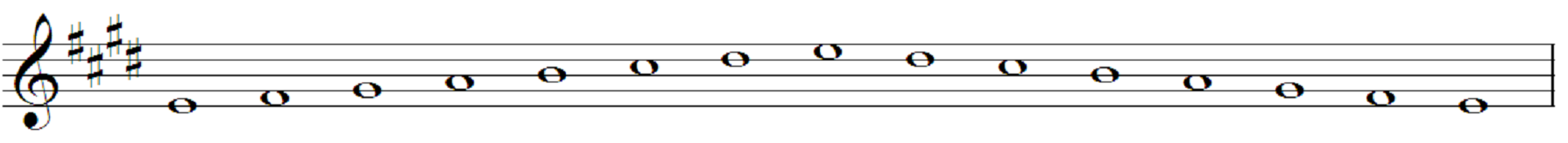
Escala mi mayor.

En el sistema europeo se abrevia MiM y en el estadounidense E.

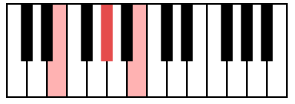
El acorde de tríada (mi mayor): mi, sol♯, si.

## Usos
Solo dos de las 104 sinfonías de Haydn están en mi mayor, las n.º 12 y 29.
Aún en el siglo XIX, las sinfonías en esta tonalidad son raras, con la Sinfonía n.º 7 de Anton Bruckner como uno de los pocos ejemplos. Dos sinfonías que comienzan en re menor y terminan en mi mayor son la Sinfonía «Gótica» de Havergal Brian (1876-1972) y la Sinfonía n.º 4 de Carl Nielsen (1865-1931). La Sinfonía n.º 4 de Mahler empieza en sol mayor y termina en mi mayor.
Además, mi mayor es la tonalidad del
movimiento final de la Sinfonía inacabada de Franz Schubert (1797-1828),
la Sinfonía n.º 4 de Gustav Mahler (1860-1911),
la Sinfonía n.º 2 de Serguéi Rajmáninov (1873-1943) y
la Sinfonía n.º 10 de Dmitri Shostakóvich (1906-1975)
Nikolái Rimski-Kórsakov compuso su conocida obra "Scheherezade" en diversas tonalidades, recayendo diversas veces y concluyendo en mi mayor. El famoso concierto de "La Primavera" de Vivaldi, está en mi mayor.
Esta tonalidad es difícil para los instrumentos de viento, aceptable para los instrumentos de cuerda de la orquesta sinfónica, y muy dada para la guitarra. Si están disponibles, los clarinetes en la deberían usarse en lugar de los clarinetes en si bemol, para los primeros se escribiría en sol mayor, mientras que para los últimos sería en fa sostenido mayor o en sol bemol.
Los griegos atribuían ciertas cualidades a cada modo, debido a que cada uno era fácilmente reconocible debido a los diferentes tamaños de sus intervalos en sus escalas. En cambio desde el uso del temperamento igual, todos los intervalos de todas las tonalidades son por definición iguales, por lo que no tiene sentido hablar de cualidades de una tonalidad diferentes a las de otra.
A pesar de esto el compositor ruso Aleksandr Skriabin (1872-1915) la consideró a mi mayor «la más pura de las tonalidades», y la eligió para representar al color blanco en sinestesia.
| Tonalidad   | 7 ♭       | 6 ♭        | 5 ♭       | 4 ♭       | 3 ♭       | 2 ♭       | 1 ♭      | 0        | 1 ♯       | 2 ♯      | 3 ♯       | 4 ♯       | 5 ♯        | 6 ♯       | 7 ♯       |
| Modo mayor: | do♭ mayor | sol♭ mayor | re♭ mayor | la♭ mayor | mi♭ mayor | si♭ mayor | fa mayor | do mayor | sol mayor | re mayor | la mayor  | mi mayor  | si mayor   | fa♯ mayor | do♯ mayor |
| Modo menor: | la♭ menor | mi♭ menor  | si♭ menor | fa menor  | do menor  | sol menor | re menor | la menor | mi menor  | si menor | fa♯ menor | do♯ menor | sol♯ menor | re♯ menor | la♯ menor |